# X-Men (Filmreihe)

Logo der Filmreihe

X-Men ist ein Film-Franchise, das auf der von Stan Lee und Jack Kirby erschaffenen gleichnamigen Comicreihe aus dem Marvelverlag basiert. Die Filme wurden bis 2020 vom Filmstudio 20th Century Fox vertrieben, das sich 1994 die Filmrechte von Marvel gesichert hat.
Bryan Singer inszenierte den ersten X-Men-Film (2000) sowie seine Fortsetzung X-Men 2 (2003), während Brett Ratner bei X-Men: Der letzte Widerstand (2006), dem Abschluss der ersten Trilogie, Regie führte. Nach dem kommerziellen Erfolg der ersten Filme, wobei jeder das Einspielergebnis seines jeweiligen Vorgängers deutlich übertreffen konnte, wurden mehrere Ableger veröffentlicht. Dazu zählen X-Men Origins: Wolverine (2009), X-Men: Erste Entscheidung (2011) sowie Wolverine: Weg des Kriegers (2013). X-Men: Zukunft ist Vergangenheit, eine Fortsetzung von X-Men: Der letzte Widerstand und X-Men: Erste Entscheidung, kam im Jahr 2014 heraus. Deadpool und X-Men: Apocalypse folgten beide im Jahr 2016. Im Jahr 2017 erschien mit Logan – The Wolverine die dritte Einzelverfilmung der Titelfigur sowie der insgesamt zehnte Teil der Reihe. Ein Jahr später erschien Deadpool 2, die Fortsetzung des Films Deadpool. Die Filme X-Men: Dark Phoenix (2019) und The New Mutants (2020) bilden den Abschluss der Filmreihe. Neben der X-Men-Kinoreihe gibt es des Weiteren einen Fernsehfilm aus dem Jahr 1996 mit dem Titel Generation X, basierend auf den Figuren aus dem X-Men-Universum.
X-Men, X-Men 2, X-Men: Erste Entscheidung, Wolverine: Weg des Kriegers, X-Men: Zukunft ist Vergangenheit, Deadpool, Logan – The Wolverine und Deadpool 2 erhielten von Kritikern überwiegend positive Bewertungen, während X-Men: Der letzte Widerstand, X-Men Origins: Wolverine und X-Men: Apocalypse gemischte Kritiken bekamen. Filmkritiker loben besonders die realistischen Töne und Subtexte der Filmreihe, die sich mit Diskriminierung und Intoleranz befasst, während Deadpool besonders für seine Comictreue und als R-Rated-Fassung konzipierte Umsetzung gelobt wurde.
Mit einem Gesamt-Einspielergebnis von über 6 Milliarden US-Dollar ist die X-Men-Filmreihe bisher die achterfolgreichste Filmreihe.

## Überblick
| Nr. | Deutscher Titel                  | Originaltitel              | Regie          | Jahr | Filmlänge |
| --- | -------------------------------- | -------------------------- | -------------- | ---- | --------- |
| 01  | X-Men                            | X-Men                      | Bryan Singer   | 2000 | 1h 44min  |
| 02  | X-Men 2                          | X2                         | Bryan Singer   | 2003 | 2h 13min  |
| 03  | X-Men: Der letzte Widerstand     | X-Men: The Last Stand      | Brett Ratner   | 2006 | 1h 44min  |
| 04  | X-Men Origins: Wolverine         | X-Men Origins: Wolverine   | Gavin Hood     | 2009 | 1h 47min  |
| 05  | X-Men: Erste Entscheidung        | X-Men: First Class         | Matthew Vaughn | 2011 | 2h 12min  |
| 06  | Wolverine: Weg des Kriegers      | The Wolverine              | James Mangold  | 2013 | 2h 6min   |
| 07  | X-Men: Zukunft ist Vergangenheit | X-Men: Days of Future Past | Bryan Singer   | 2014 | 2h 31min  |
| 08  | Deadpool                         | Deadpool                   | Tim Miller     | 2016 | 1h 48min  |
| 09  | X-Men: Apocalypse                | X-Men: Apocalypse          | Bryan Singer   | 2016 | 2h 24min  |
| 10  | Logan – The Wolverine            | Logan                      | James Mangold  | 2017 | 2h 17min  |
| 11  | Deadpool 2                       | Deadpool 2                 | David Leitch   | 2018 | 2h        |
| 12  | X-Men: Dark Phoenix              | Dark Phoenix               | Simon Kinberg  | 2019 | 1h 54min  |
| 13  | The New Mutants                  | The New Mutants            | Josh Boone     | 2020 | 1h 34min  |

## Filme

### X-Men
Inhalt
Die Mutanten Wolverine und Rogue werden von Sabretooth, der ebenfalls ein Mutant ist, angegriffen, anschließend jedoch von den sogenannten „X-Men“ Cyclops und Storm gerettet. Diese bringen sie zum „Institut für begabte Jugendliche“, das von Charles Xavier alias Professor X, einem Telepathen, zur Förderung und Ausbildung von jungen Mutanten geschaffen wurde. Dieser vermutet den Auschwitz-Überlebenden Erik Lensherr hinter dem Angriff, der nun der Mutant Magneto ist. Die von ihm gegründete „Bruderschaft der Mutanten“, bestehend aus ihm, Mystique, Sabretooth und Toad, hat es sich zur Aufgabe gemacht, die Führer der Welt zu Mutanten zu machen, da sie diese als Fortschritt der Evolution und normale Menschen nur als Bedrohung sehen. Aus diesem Grund haben sie Senator Kelly entführt und seine Mutationen aktiviert. Kelly gelingt jedoch die Flucht zu den X-Men, die mitansehen müssen, wie er kurz darauf aufgrund seiner künstlichen Mutation stirbt. Beim entscheidenden Kampf können die X-Men rund um Wolverine, Professor X, Cyclops, Jean Grey, Storm und Rogue die „Bruderschaft der Mutanten“ besiegen und Magneto der Justiz übergeben.
Chronologie
X-Men stellt den Beginn der gesamten X-Men-Filmreihe sowie der Trilogie der „alten Zeitlinie“ rund um X-Men, X-Men 2 und X-Men: Der letzte Widerstand dar.

### X-Men 2
Inhalt
Nach einem gescheiterten Attentat auf den US-Präsidenten durch den Mutanten Nightcrawler wird William Stryker damit beauftragt, die Mutanten zu bekämpfen. Aus diesem Grund informiert sich Stryker beim gefangenen Magneto über Charles Xaviers „Institut für begabte Jugendliche“. Während Storm und Jean Grey den Mutanten Nightcrawler ausfindig machen können, stürmt Stryker Xaviers Schule, beschlagnahmt den Cerebro und nimmt Cyclops und Professor X gefangen. Die anderen X-Men Wolverine, Rogue, Iceman und Pyro können hingegen fliehen und treffen später auf Storm, Jean Grey und Nightcrawler. Unterdessen konnte Mystique den gefangenen Magneto aus seinem Gefängnis befreien, woraufhin sich beide den X-Men anschließen, um den Kampf gegen Stryker anzutreten. Stryker hat Professor X durch Gehirnwäsche inzwischen dazu gebracht, mithilfe des Cerebro jeden Mutanten auf dem Planeten umzubringen. Es stellt sich heraus, dass er der Drahtzieher des Attentates war, da sein Sohn selbst ein Mutant ist und dieser seine Mutter, Strykers Frau, in den Selbstmord trieb. Magneto und Mystique beeinflussen Professor X so, dass er nun jeden Nicht-Mutanten töten soll, und fliehen anschließend. Den X-Men gelingt es daraufhin, Professor X aus der Gefangenschaft zu befreien und mithilfe von Jean Grey, die sich für die anderen opfert, zu entkommen. Anschließend können sie den US-Präsidenten von Strykers Schuld überzeugen.
Chronologie
X-Men 2 ist die Fortsetzung zu X-Men und der zweite Teil der Trilogie der „alten Zeitlinie“.

### X-Men: Der letzte Widerstand
Inhalt
Nach dem vermeintlichen Tod von Jean Grey erhält der zurückgezogen lebende Cyclops einen telepathischen Ruf von dieser. Diesem folgend findet er eine lebendige Jean Grey vor, die allerdings beim Aufeinandertreffen zu Phoenix mutiert. Als Professor X dies mitbekommt, schickt er Storm und Wolverine los, die allerdings nur noch Cyclops Brille vorfinden und Jean Grey zurück ins Institut bringen. Dort offenbart Professor X, dass Jean eine multiple Persönlichkeitsstörung hat und er einst die mächtige Phoenix mithilfe seiner telepathische Kräfte unterdrückt hat. Unterdessen hat ein Pharmaunternehmen ein „Heilmittel“ für Mutanten vorgestellt, das mithilfe des Mutanten Leech produziert wird. Magneto und seine Anhänger, darunter auch Pyro, versuchen, ihre sich in Gefangenschaft befindenden Verbündeten Mystique, Juggernaut und Multiple Man vor dem Heilmittel zu bewahren, wobei Mystique jedoch ihre Kräfte verliert. Sowohl die X-Men als auch Magnetos Verbündete spüren die geflohene Phoenix auf, wobei es zum Kampf zwischen beiden Parteien kommt, Magneto Phoenix von seinen Plänen überzeugen kann und diese schließlich Professor X tötet. Als Magneto daraufhin Leech umbringen will, um so die Produktion des Heilmittels zu stoppen, gelingt es den X-Men und Soldaten der Regierung, diesen zu stoppen. Wolverine gesteht Jean Grey seine Liebe und tötet sie anschließend, da Phoenix' Kräfte immer weiter außer Kontrolle geraten.
Chronologie
X-Men: Der letzte Widerstand ist die Fortsetzung zu X-Men 2 und der letzte Teil der Trilogie der „alten Zeitlinie“.

### X-Men Origins: Wolverine
Inhalt
Nachdem der junge James Howlett im Jahr 1845 mitansehen muss, wie ein Mann seinen Vater erschießt, verwundet er den Schützen mit plötzlich aus seiner Hand ausfahrenden Knochenklauen. Der Mann offenbart sich im Sterben liegend allerdings als James' eigentlicher Vater. In den folgenden Jahren nimmt James den Namen „Logan“ an und schließt sich mit seinem neuen Halbbruder Victor Creed alias Sabretooth einem Mutantenteam unter der Führung von William Stryker an, verlässt dieses aber kurz darauf. Einige Jahre später lebt Logan mit seiner Freundin Kayla Silverfox zusammen, bis diese von Creed getötet wird. Daraufhin nimmt Logan ein Angebot von Stryker an, Creed, der bereits einige Mitglieder aus Strykers Team umgebracht hat, zu bekämpfen. Aus diesem Grund überzieht Stryker Logans Skelett mit dem Metall Adamantium, bis Logan mitbekommt, dass Stryker auch sein Gedächtnis löschen möchte, und flieht. Von ehemaligen Teamkollegen erfährt er, dass Stryker eine Gefängnisinsel für Mutanten hat, weshalb Logan Gambit ausfindig macht, der als einziger von besagter Insel fliehen konnte. Dort trifft er auf Kayla, die von Stryker dazu gezwungen wurde, ihren Tod vorzutäuschen, da er sonst ihre Schwester Emma Frost getötet hätte. Logan kann den ebenfalls anwesenden Creed bezwingen, woraufhin Stryker den Mutanten Deadpool befreit, um Logan aufzuhalten. Im finalen Kampf kann Logan mit der überraschenden Hilfe von Creed Deadpool besiegen und die gefangenen Mutanten, darunter auch Cyclops, befreien. Kayla wird hingegen von Stryker erschossen, der wenig später von der Militärpolizei verhaftet wird.
Chronologie
X-Men Origins: Wolverine ist ein Prequel zur Trilogie der „alten Zeitlinie“.

### X-Men: Erste Entscheidung
Inhalt
Im Jahr 1944 entwickelt der junge Erik Lensherr im Konzentrationslager Auschwitz besondere Fähigkeiten und erweckt so das Interesse vom Wissenschaftler Klaus Schmidt. Als dieser seine Mutter tötet, rastet Erik aus und kann sich mithilfe seiner Kräfte befreien. Währenddessen nimmt der junge Charles Xavier Mystique bei sich auf. Im Jahr 1962 hat Schmidt, der sich nun Sebastian Shaw nennt, den sogenannten „Hellfire Club“, bestehend aus Mutanten, gegründet, der einen US-Offizier so unter Druck setzt, dass dieser den dritten Weltkrieg auslösen soll, damit dabei die Mutanten zur dominanten Spezies werden. Aus diesem Grund rekrutiert die CIA Professor X, um mit seiner Hilfe Shaw zu verhaften. Als dabei auch Erik, der sich nun Magneto nennt, dazustößt, können Shaw und dessen Verbündete entkommen, während Professor X das Leben von Magneto rettet. Beide rekrutieren und trainieren daraufhin weitere Mutanten und spüren gemeinsam Emma Frost, eine Verbündete von Shaw, auf, durch die sie erfahren, dass Shaw die Kubakrise auslösen möchte. Als dies tatsächlich geschieht reisen die Mutanten rund um Professor X und Magneto in die Karibik, wo sie Shaw besiegen und den dritten Weltkrieg verhindern können. Dabei wird Professor X unfreiwillig angeschossen, wodurch er eine Querschnittlähmung davonträgt und sich die Wege von ihm und Magneto trennen.
Chronologie
X-Men: Erste Entscheidung ist wie X-Men Origins: Wolverine ein Prequel zur Trilogie der „alten Zeitlinie“, wurde dabei aber größtenteils neu besetzt.

### Wolverine: Weg des Kriegers
Inhalt
Der zurückgezogen lebende Wolverine wird von der Japanerin Yukio nach Tokio zu Yashida gebracht, dem er einst im Zweiten Weltkrieg das Leben rettete und der jetzt im Sterben liegt. Dieser möchte die Selbstheilungskräfte von Wolverine gegen seine Sterblichkeit eintauschen, was dieser aber ablehnt. Als Yashida daraufhin verstirbt, versuchen Yakuza seine Enkelin Mariko zu entführen. Mit der Hilfe von Wolverine kann Mariko entkommen, wird aber später von Leuten ihres Vaters Shingen entführt. Unterdessen kommt heraus, dass Yashidas Ärztin die Mutantin Viper ist und diese Wolverines Selbstheilungskräfte bereits unterdrückt hat. Shingen, der nichts vom Erbe seines Vaters erhalten hätte, wird von Ninjas im Auftrag von Viper attackiert, denen es schließlich gelingt, Mariko mitzunehmen. Wolverine kann mithilfe von Yukio Shingen besiegen, muss aber feststellen, dass Viper indes den „Silver Samurai“, eine Kampfmaschine aus Adamantium, gebaut hat. Wie sich herausstellt befindet sich im Inneren von diesem der noch lebende Yashida, der immer noch nach den Kräften von Wolverine trachtet. Schließlich kann Yukio Viper töten und Mariko gelingt es, ihren eigenen Großvater zu besiegen, um so Wolverine zu retten.
Chronologie
Wolverine: Weg des Kriegers ist ein Sequel zu X-Men: Der letzte Widerstand innerhalb der „alten Zeitlinie“.

### X-Men: Zukunft ist Vergangenheit
Inhalt
Im Jahr 2023 kommt es zu einem großen Kampf zwischen Mutanten und den sogenannten „Sentinels“, die Mutanten und deren Helfer ausfindig machen und töten sollen. Aus diesem Grund beschließen die noch verbliebenen X-Men rund um Wolverine, Professor X, Magneto, Storm und Rogue zusammen mit den überlebenden Mutanten Shadowcat, Bishop, Blink, Iceman, Colossus, Sunspot und Warpath, Wolverine in die Vergangenheit zu schicken. Dabei soll verhindert werden, dass Bolivar Trask, der Leiter des Sentinelprogrammes, von Mystique erschossen wird, und so die Sentinels an ihre DNS kommen, wodurch sie sich jeder Fähigkeit anpassen können. Daraufhin schickt Shadowcat Wolverine in das Jahr 1973 zurück, wo dieser sich Unterstützung von den jungen Professor X, Beast und Quicksilver holt. Zusammen befreien sie Magneto aus einem Hochsicherheitsgefängnis. Mystique, die zuvor die Mutanten Toad, Ink und Havok aus einer Quarantänestation vom Militär in Vietnam befreit hat, wird von den X-Men daran gehindert, Trask umzubringen. Der US-Präsident ist von der neuen Gefahr der Mutanten so erschreckt, dass er Trasks Sentinelsprogramm genehmigt und finanziert. Auf einer Vorführung der Maschinen kann Magneto die Kontrolle über diese gewinnen und möchte den Präsidenten töten. Mystique kann dies verhindern, möchte selbst aber Trask umbringen, wovon Professor X sie abhalten kann. Später erwacht Wolverine wieder im Jahr 2023, wo es die Sentinels nie gegeben hat und viele X-Men, darunter auch Jean Grey und Cyclops, wieder leben.
Chronologie
 X-Men: Zukunft ist Vergangenheit  ist eine direkte Fortsetzung zu X-Men: Der letzte Widerstand und X-Men: Erste Entscheidung der „alten Zeitlinie“. Durch das Senden des Protagonisten in die Vergangenheit und die dortige Änderung der Geschichte, entsteht die „neue Zeitlinie“, in der die Geschehnisse aus X-Men, X-Men 2, X-Men: Der letzte Widerstand, X-Men Origins: Wolverine und Wolverine: Weg des Kriegers nie passiert sind bzw. nie passieren werden. Beide Zeitlinien laufen parallel zueinander weiter, wodurch die Möglichkeit geschaffen wurde, die Filmreihe mit den jüngeren Darstellern fortzusetzen.

### Deadpool
Inhalt
Wade Wilson, ein ehemaliges Special-Forces-Mitglied, lernt bei seinem Job als Söldner die Escort-Dame Vanessa kennen. Nachdem die beiden zusammengekommen sind und Wade ihr einen Heiratsantrag gemacht hat, erhält er eine Krebsdiagnose. Aus diesem Grund nimmt er das Angebot eines Versuchslabors an, seine Krankheit zu heilen und ihm dazu noch Superkräfte zu verleihen. Allerdings stellt sich heraus, dass Ajax, der Leiter der Einrichtung, nur daran interessiert ist, die entstehenden Mutanten als Sklaven an den Höchstbietenden zu verkaufen. Wade kann sich aus der Einrichtung befreien, muss aber feststellen, dass er komplett entstellt ist. Aus diesem Grund nimmt er die Identität „Deadpool“ an und arbeitet sich durch Ajax' Anhänger. Als dieser schließlich mitbekommt, dass Deadpool hinter ihm her ist und er seine wahre Identität erfährt, entführt Ajax Vanessa. Deadpool holt sich Hilfe von den X-Men Colossus und Negasonic Teenage Warhead, die zuvor auf ihn aufmerksam geworden sind. Nachdem sie Ajax gemeinsam besiegen konnten, offenbart sich Deadpool gegenüber Vanessa als der von ihr für tot gehaltene Wade.
Chronologie
Deadpool spielt in der Gegenwart der „neuen Zeitlinie“.

### X-Men: Apocalypse
Inhalt
Im Jahr 1983 hat sich Charles Xaviers Schule zur Anlaufstelle für viele junge Mutanten entwickelt. In Kairo wird währenddessen der Mutant Apocalypse bei einer Ausgrabung gefunden, wobei er zum Leben erweckt wird. Einst herrschte er im antiken Ägypten als gottgleiche Gestalt und möchte nun die Unterdrückung der Mutanten auf der Erde beenden. Aus diesem Grund rekrutiert er Magneto, Storm, Psylocke und Angel als seine Wächter. Um sein Vorhaben umzusetzen, überfällt Apocalypse das Hauptquartier der X-Men und entführt Professor X. Beim Versuch von Havok, den Cerebro zu zerstören, damit dieser nicht in die Hände von Apocalypse fällt, explodiert das gesamte Institut. Mit der Hilfe von Quicksilver können alle X-Men bis auf Havok gerettet werden, allerdings werden Mystique, Beast, Quicksilver und Moira MacTaggert kurz darauf von William Stryker entführt. Scott Summers/Cyclops, Jean Grey und Kurt Wagner/Nightcrawler gelingt es, den Entführten in eine Militärbasis zu folgen und diese mithilfe des dort gefangenen Wolverines zu befreien. Apocalypse möchte unterdessen in Kairo seinen Geist in den Körper von Professor X übertragen, um so dessen telepathische Fähigkeiten zu erhalten. Dabei kann Professor X heimlich seinen Aufenthaltsort an Jean Grey schicken, woraufhin die anderen X-Men dorthin kommen. Diesen gelingt es mit der entfesselten Macht von Phoenix, Apocalypse aufzuhalten, wobei sie Storm und Magneto auf ihre Seite ziehen können, Angel hingegen stirbt.
Chronologie
X-Men: Apocalypse ist eine Fortsetzung zu X-Men: Zukunft ist Vergangenheit und spielt innerhalb der „neuen Zeitlinie“.

### Logan – The Wolverine
Inhalt
Im Jahr 2029 gibt es kaum noch Mutanten. Logan, der langsam vom Adamantium vergiftet wird und dessen Heilkräfte immer schwächer werden, lebt mit dem unter einer neurodegenerativen Erkrankung leidenden Professor X und dem Mutanten Caliban in Mexiko, während die X-Men nicht mehr existieren. Eine Frau bittet ihn, gegen eine hohe Bezahlung ihre Tochter Laura Kinney nach North Dakota zu bringen, worauf er einwilligt. Dabei stellt sich heraus, dass die Organisation Alkali-Transigen aus dem Erbgut verschiedener Mutanten Klone züchtet und diese als Waffen einsetzten möchte. Als er zwischen die Fronten gerät, opfert er sich für die jungen Mutanten, die nach Kanada fliehen wollen, und wird von Leuten von Alkali-Transigen getötet.
Chronologie
Logan – The Wolverine ist eine indirekte Fortsetzung zu X-Men: Apocalypse und spielt in der Zukunft der „neuen Zeitlinie“.

### Deadpool 2
Inhalt
Deadpool ist mittlerweile ein Söldner geworden. Als ein Auftrag misslingt und seine Freundin Vanessa getötet wird, entscheidet sich Deadpool dazu, sich selbst umzubringen. Als dies misslingt, wird er von Colossus in das X-Men-Hauptquartier gebracht und dort zum X-Men. Zusammen mit Colossus und Negasonic Teenage Warhead wird er zu einem Waisenhaus gerufen, wo der junge Mutant Firefist randaliert. Als Deadpool herausfindet, dass dieser misshandelt wurde, greift er die Pfleger an, woraufhin er und Firefist in ein Gefängnis für Mutanten gebracht werden. Dort werden sie vom zeitreisenden Söldner Cable aufgesucht, der es auf Firefist abgesehen hat. Nachdem sich Deadpool befreien konnte, entschließt er sich, sein eigenes Superheldenteam namens „X-Force“, bestehend aus Domino, Bedlam, Shatterstar, Zeitgeist, Vanisher und dem normalen Menschen Peter, zu gründen, um Firefist zu beschützen. Dieser hat sich mittlerweile mit dem ebenfalls gefangenen Juggernaut angefreundet und soll in ein neues Gefängnis transportiert werden. Bei Deadpools Mission sterben alle Mitglieder der X-Force außer Domino. Es kommt zum Kampf mit dem ebenfalls anwesenden Cable, wobei sich Firefist und Juggernaut befreien und anschließend entkommen können. Daraufhin erklärt Cable Deadpool seine Motivation: Firefist wird in der Zukunft Cables Familie töten. Deadpool und Cable entschließen sich, Firefist, der nun den Waisenhausdirektor töten möchte, aufzuhalten. Dies gelingt zwar mithilfe von Domino, Colossus und Negasonic Teenage Warhead, allerdings stirbt Deadpool im Kampf. Aus Reue reist Cable in der Zeit zurück und rettet Deadpool. Dieser rettet wiederum mit Cables Zeitreisegerät Vanessa und Peter.
Chronologie
Deadpool 2 ist eine Fortsetzung zu Deadpool und spielt innerhalb der „neuen Zeitlinie“.

### X-Men: Dark Phoenix
Inhalt
Als die X-Men im Jahre 1992 den Auftrag bekommen, Astronauten vor einer Sonneneruption aus ihrem Space Shuttle zu retten, nimmt Jean Grey die gesamten Energie in sich auf, wodurch ihre Fähigkeiten verstärkt sowie Erinnerungen an den von ihr verursachten Autounfall, bei dem ihre Eltern ums Leben kamen, wieder präsent werden. In der Folge entwickelt sich Jean zu einem Gegner der X-Men und als es zum Kampf zwischen beiden Parteien kommt, nachdem Jean herausgefunden hat, dass ihr Vater noch am Leben ist, tötet sie versehentlich Mystique. Auf der Flucht vor dem US-Militär sucht sie Hilfe bei Magneto, der jedoch ablehnt. So lernt Jean den gestaltwandelnden Vuk kennen, den Anführer einer Alienrasse, deren Planet von der Macht, die Jean in sich aufgenommen hat, zerstört wurde. Gleichzeitig verbünden sich Magneto und Beast, um die unkontrollierte Jean zu töten. Die verbliebenen X-Men rund um Charles Xavier versuchen hingegen, durch Erinnerungen die alte Jean wieder zum Vorschein zu bringen. Als beide Parteien aufeinandertreffen, können sie verhindern, dass Jean ihre Macht auf Vuk überträgt, da sie dies umbringen würde, werden allerdings vom Militär festgenommen. Im Anschluss erfolgt ein weiterer Angriff von Vuk, woraufhin Charles Jean ihre komplette Macht entfesseln lässt, sodass sie die Alienrasse besiegen kann.
Chronologie
X-Men: Dark Phoenix ist eine Fortsetzung zu X-Men: Apocalypse und spielt innerhalb der „neuen Zeitlinie“.

### The New Mutants
Inhalt
Sie werden gegen ihren Willen in einer geheimen Forschungseinrichtung festgehalten und müssen sich erst noch mit ihren außergewöhnlichen Kräften vertraut machen, um von dort zu fliehen.
Chronologie
The New Mutants spielt innerhalb der „neuen Zeitlinie“.

### Ursprünglich geplante Filme
- Im Juli 2013 gab 20th Century Fox bekannt, dass Jeff Wadlow derzeit an einem Drehbuch für eine Adaption der X-Men Spin-off Comicreihe X-Force arbeite und Lauren Shuler Donner die Produktion übernehmen werde.[1] Mark Millar, der für 20th Century Fox als kreativer Berater von Comicadaptionen fungiert, enthüllte, dass das X-Force-Team aus fünf Protagonisten bestehe.[2] Kurz nach der Kinoveröffentlichung von Deadpool verriet Ryan Reynolds, dass er eine größere Rolle in einem X-Force-Film einnehmen könnte und betonte, dass eine X-Force-Verfilmung seine größte Priorität habe.[3] Später erklärte Simon Kinberg, dass X-Force in einer R-Rated-Fassung gedreht werden soll.[4] Zudem wurde bekannt, dass Kinberg derzeit an einer neuen Drehbuchfassung arbeitet.[5] Im November 2016 wurde angekündigt, dass sich ein dritter Deadpool Film derzeit in Entwicklung befinde und dass darin das X-Force Team eine zentrale Rolle spielen soll.[6] Nach der Übernahme von 20th Century Fox durch Disney wurde laut Kevin Feige ein dritter Film als Teil des Marvel Cinematic Universe entwickelt. Im Sommer 2024 kam dieser als Deadpool & Wolverine ins Kino.

- Im Mai 2014 bestätigte Lauren Shuler Donner, dass Channing Tatum die Hauptrolle in einer geplanten Comicverfilmung über den Charakter Remy LeBeau / Gambit erhalten habe.[7] Im Oktober 2014 wurde Josh Zetumer angeheuert ein Drehbuch basierend auf den Comics von Chris Claremont zu verfassen. Die Produktion des Films übernehmen Donner, Kinberg, Reid Carolin sowie Tatum.[8] Im Juni 2015 wurde zunächst Rupert Wyatt offiziell als Regisseur vorgestellt, der aber im September 2015 wegen Terminüberschneidungen das Projekt wieder verließ.[9] Im November des gleichen Jahres wurde Doug Liman als Nachfolger-Regisseur präsentiert.[10] Im August 2016 stieg Liman ebenfalls aus dem Projekt aus, um den DC-Film Dark Universe drehen zu können.[11] Laut Aussage von Kinberg werde ein Drehbeginn für Ende 2016 angepeilt, während der Hauptdreh Anfang 2017 stattfinden soll.[12][13] Nachdem lange nichts passiert ist, wurde im Februar 2017 bekanntgegeben, dass der Drehbeginn für Anfang 2018 angepeilt wird.[14] Mitte Mai 2018 sagte Kinberg in einem Interview mit Variety.com, dass man noch auf der Suche nach dem richtigen Regisseur sei, man aber einen Start der Dreharbeiten für Ende Sommer 2018 plane, sodass der Film im Sommer 2019 in den Kinos anlaufen könne.[15] Im September 2018 wurde der Starttermin allerdings nach März 2020 verschoben.[16] Nach der Übernahme von 20th Century Fox durch Disney wurden die Pläne für die Verfilmung endgültig eingestellt.[17]

- Im Oktober 2017 gab Josh Boone bekannt, dass The New Mutants eine Trilogie werden soll und er bereits Pläne für zwei weitere Filme habe. Allerdings möchte 20th Century Fox zuerst abwarten, ob der erste Film an den Kinokassen überzeugen kann und mögliche Fortsetzungen davon abhängig machen. Des Weiteren enthüllte Boone, dass im zweiten Teil die Figuren Karma und Warlock auftauchen sollen.[18]

- Im Februar 2017 gab James Mangold an, dass eine Möglichkeit bestehe, die in Logan – The Wolverine eingeführte Laura Kinney alias X-23 in weiteren Filmen auftreten zu lassen.[19] Im Oktober 2017 gab Mangold in einem Interview bekannt, dass er und Craig Kyle an einem Skript zum möglichen Film arbeiten.[20]

- Im November 2017 wurde bekannt, dass Fox an einem Film über den Mutanten Multiple Man arbeitet. James Franco soll dabei die titelgebende Hauptfigur spielen, während Allan Heinberg das Drehbuch schreibt und Kinberg sowie Franco den Film produzieren.[21]

- Tim Miller unterschrieb im Januar 2018 als Regisseur für einen Film über Kitty Pryde alias Shadowcat.[22] Später wurde Brian Michael Bendis als Drehbuchautor verpflichtet.[23]

## Chronologie
(Quelle: )

### Alte Zeitlinie
- X-Men Origins: Wolverine: 1845–1979
- X-Men: Erste Entscheidung: 1962
- X-Men: 2004
- X-Men 2: 2004
- X-Men: Der letzte Widerstand: 2006
- Wolverine: Weg des Kriegers: 2013
- X-Men: Zukunft ist Vergangenheit: 2023, Eröffnung der neuen Zeitlinie durch Zeitreise in das Jahr 1973

### Neue Zeitlinie
- X-Men: Apocalypse: 1983
- X-Men: Dark Phoenix: 1992
- Deadpool: 2016
- Deadpool 2: 2018
- The New Mutants: Mitte der 2020er
- Logan – The Wolverine: 2029

## Schauspieler
Diese Tabelle listet Charaktere auf, die in mindestens zwei Filmen der X-Men-Reihe einen Auftritt haben.
| Charakter                                          | X-Men (2000)     | X-Men 2 (2003)  | X-Men: Der letzte Widerstand (2006) | X-Men Origins: Wolverine (2009)       | X-Men: Erste Entscheidung (2011)                 | Wolverine: Weg des Kriegers (2013) | X-Men: Zukunft ist Vergangenheit (2014) | Deadpool (2016)    | X-Men: Apocalypse (2016) | Logan – The Wolverine (2017) | Deadpool 2 (2018)      | X-Men: Dark Phoenix (2019)     | The New Mutants (2020) |
| -------------------------------------------------- | ---------------- | --------------- | ----------------------------------- | ------------------------------------- | ------------------------------------------------ | ---------------------------------- | --------------------------------------- | ------------------ | ------------------------ | ---------------------------- | ---------------------- | ------------------------------ | ---------------------- |
| Charles Xavier / Professor X                       | Patrick Stewart  | Patrick Stewart | Patrick Stewart                     | Patrick Stewart C                     | James McAvoy Laurence Belcher J                  | Patrick Stewart                    | Patrick Stewart James McAvoy            |                    | James McAvoy             | Patrick Stewart              | James McAvoy C         | James McAvoy                   |                        |
| James „Logan“ Howlett / Wolverine / Waffe X / X-24 | Hugh Jackman     | Hugh Jackman    | Hugh Jackman                        | Hugh Jackman Troye Sivan J            | Hugh Jackman C                                   | Hugh Jackman                       | Hugh Jackman                            |                    | Hugh Jackman             | Hugh Jackman                 | Hugh Jackman A         |                                |                        |
| Erik Lehnsherr / Magneto                           | Ian McKellen     | Ian McKellen    | Ian McKellen                        |                                       | Michael Fassbender                               | Ian McKellen                       | Ian McKellen Michael Fassbender         |                    | Michael Fassbender       |                              |                        | Michael Fassbender             |                        |
| Scott Summers / Cyclops                            | James Marsden    | James Marsden   | James Marsden                       | Tim Pocock                            |                                                  |                                    | James Marsden C                         |                    | Tye Sheridan             |                              | Tye Sheridan C         | Tye Sheridan                   |                        |
| Ororo Munroe / Storm                               | Halle Berry      | Halle Berry     | Halle Berry                         |                                       |                                                  | Halle Berry A                      | Halle Berry                             |                    | Alexandra Shipp          |                              | Alexandra Shipp C      | Alexandra Shipp                |                        |
| Raven Darkholme / Mystique                         | Rebecca Romijn   | Rebecca Romijn  | Rebecca Romijn                      |                                       | Jennifer Lawrence Rebecca Romijn C Morgan Lily J |                                    | Jennifer Lawrence                       |                    | Jennifer Lawrence        |                              |                        | Jennifer Lawrence              |                        |
| Jean Grey / Phoenix                                | Famke Janssen    | Famke Janssen   | Famke Janssen                       |                                       |                                                  | Famke Janssen                      | Famke Janssen C                         |                    | Sophie Turner            |                              |                        | Sophie Turner Summer Fontana J |                        |
| Piotr „Peter“ Rasputin / Colossus                  | Donald Mackinnon | Daniel Cudmore  | Daniel Cudmore                      |                                       |                                                  |                                    | Daniel Cudmore                          | Stefan Kapičić     |                          |                              | Stefan Kapičić         |                                |                        |
| Bobby Drake / Iceman                               | Shawn Ashmore    | Shawn Ashmore   | Shawn Ashmore                       |                                       |                                                  |                                    | Shawn Ashmore                           |                    |                          |                              |                        |                                |                        |
| Marie / Rogue                                      | Anna Paquin      | Anna Paquin     | Anna Paquin                         |                                       |                                                  |                                    | Anna Paquin C                           |                    |                          |                              |                        |                                |                        |
| Kitty Pryde / Shadowcat                            | Sumela Kay       | Katie Stuart    | Elliot Page                         |                                       |                                                  |                                    | Elliot Page                             |                    |                          |                              |                        |                                |                        |
| Jubilation Lee / Jubilee                           | Katrina Florence | Kea Wong        | Kea Wong                            |                                       |                                                  |                                    |                                         |                    | Lana Condor              |                              |                        |                                |                        |
| John Allerdyce / Pyro                              | Alexander Burton | Aaron Stanford  | Aaron Stanford                      |                                       |                                                  |                                    |                                         |                    |                          |                              |                        |                                |                        |
| Senator Robert Kelly                               | Bruce Davison    | Bruce Davison   |                                     |                                       |                                                  |                                    |                                         |                    |                          |                              |                        |                                |                        |
| Victor Creed / Sabretooth                          | Tyler Mane       |                 |                                     | Liev Schreiber Michael-James Olsen J  |                                                  |                                    |                                         |                    |                          |                              |                        |                                |                        |
| Mortimer Toynbee / Toad                            | Ray Park         |                 |                                     |                                       |                                                  |                                    | Evan Jonigkeit                          |                    |                          |                              |                        |                                |                        |
| Hank McCoy / Beast                                 |                  | Steve Bacic     | Kelsey Grammer                      |                                       | Nicholas Hoult                                   |                                    | Nicholas Hoult Kelsey Grammer C         |                    | Nicholas Hoult           |                              | Nicholas Hoult C       | Nicholas Hoult                 |                        |
| William Stryker                                    |                  | Brian Cox       |                                     | Danny Huston                          |                                                  |                                    | Josh Helman Brian Cox A                 |                    | Josh Helman              |                              |                        |                                |                        |
| Kurt Wagner / Nightcrawler                         |                  | Alan Cumming    |                                     |                                       |                                                  |                                    |                                         |                    | Kodi Smit-McPhee         |                              | Kodi Smit-McPhee C     | Kodi Smith-McPhee              |                        |
| Moira MacTaggert                                   |                  |                 | Olivia Williams                     |                                       | Rose Byrne                                       |                                    |                                         |                    | Rose Byrne               |                              |                        |                                |                        |
| Warren Worthington III / Angel                     |                  |                 | Ben Foster                          |                                       |                                                  |                                    |                                         |                    | Ben Hardy                |                              |                        |                                |                        |
| Elizabeth Braddock / Psylocke                      |                  |                 | Meiling Melançon C                  |                                       |                                                  |                                    |                                         |                    | Olivia Munn              |                              |                        |                                |                        |
| Cain Marko / Juggernaut                            |                  |                 | Vinnie Jones                        |                                       |                                                  |                                    |                                         |                    |                          |                              | Ryan Reynolds (Stimme) |                                |                        |
| Wade Wilson / Deadpool / Waffe XI                  |                  |                 |                                     | Ryan Reynolds Scott Adkins (Waffe XI) |                                                  |                                    |                                         | Ryan Reynolds      |                          |                              | Ryan Reynolds          |                                |                        |
| Emma Frost / White Queen                           |                  |                 |                                     | Tahyna Tozzi                          | January Jones                                    |                                    |                                         |                    |                          |                              |                        |                                |                        |
| Alex Summers / Havok                               |                  |                 |                                     |                                       | Lucas Till                                       |                                    | Lucas Till                              |                    | Lucas Till               |                              |                        |                                |                        |
| Yukio                                              |                  |                 |                                     |                                       |                                                  | Rila Fukushima                     |                                         |                    |                          |                              | Shioro Kutsuna         |                                |                        |
| Peter Maximoff / Quicksilver                       |                  |                 |                                     |                                       |                                                  |                                    | Evan Peters                             |                    | Evan Peters              |                              | Evan Peters C          | Evan Peters                    |                        |
| En Sabah Nur / Apocalypse                          |                  |                 |                                     |                                       |                                                  |                                    | Brendan Pedder C                        |                    | Oscar Isaac              |                              |                        |                                |                        |
| Roberto da Costa / Sunspot                         |                  |                 |                                     |                                       |                                                  |                                    | Adan Canto                              |                    |                          |                              |                        |                                | Henry Zaga             |
| Ellie Phimister / Negasonic Teenage Warhead        |                  |                 |                                     |                                       |                                                  |                                    |                                         | Brianna Hildebrand |                          |                              | Brianna Hildebrand     |                                |                        |
| Vanessa Carlysle                                   |                  |                 |                                     |                                       |                                                  |                                    |                                         | Morena Baccarin    |                          |                              | Morena Baccarin        |                                |                        |
| Weasel                                             |                  |                 |                                     |                                       |                                                  |                                    |                                         | T. J. Miller       |                          |                              | T. J. Miller           |                                |                        |
| Dopinder                                           |                  |                 |                                     |                                       |                                                  |                                    |                                         | Karan Soni         |                          |                              | Karan Soni             |                                |                        |
| Blind Al                                           |                  |                 |                                     |                                       |                                                  |                                    |                                         | Leslie Uggams      |                          |                              | Leslie Uggams          |                                |                        |
| Caliban                                            |                  |                 |                                     |                                       |                                                  |                                    |                                         |                    | Tómas Lemarquis          | Stephen Merchant             |                        |                                |                        |

## Stab
| Titel                            | Regie          | Drehbuch | Produktion                                                         | Musik                  | Kamera              | Schnitt                                               |
| -------------------------------- | -------------- | --- | ------------------------------------------------------------------ | ---------------------- | ------------------- | ----------------------------------------------------- |
| X-Men                            | Bryan Singer   | Drehbuch von: David Hayter Story von: Tom DeSanto, Bryan Singer                                                       | Lauren Shuler Donner Ralph Winter                                  | Michael Kamen          | Newton Thomas Sigel | Steven Rosenblum Kevin Stitt John Wright              |
| X-Men 2                          | Bryan Singer   | Drehbuch von: Michael Dougherty Dan Harris David Hayter Story von: Bryan Singer Zak Penn David Hayter                 | Lauren Shuler Donner Ralph Winter                                  | John Ottman            | Newton Thomas Sigel | John Ottman                                           |
| X-Men: Der letzte Widerstand     | Brett Ratner   | Simon Kinberg, Zak Penn                                                                                               | Lauren Shuler Donner, Ralph Winter, Avi Arad                       | John Powell            | Dante Spinotti      | Mark Goldblatt, Mark Helfrich, Julia Wong             |
| X-Men Origins: Wolverine         | Gavin Hood     | David Benioff, Skip Woods                                                                                             | Lauren Shuler Donner, Ralph Winter, Hugh Jackman, John Palermo     | Harry Gregson-Williams | Donald M. McAlpine  | Nicholas De Toth, Megan Gill                          |
| X-Men: Erste Entscheidung        | Matthew Vaughn | Drehbuch von: Ashley Edward Miller, Zack Stentz, Jane Goldman, Matthew Vaughn Story von: Sheldon Turner, Bryan Singer | Lauren Shuler Donner, Bryan Singer, Simon Kinberg, Gregory Goodman | Henry Jackman          | John Mathieson      | Eddie Hamilton, Lee Smith                             |
| Wolverine: Weg des Kriegers      | James Mangold  | Mark Bomback, Scott Frank                                                                                             | Lauren Shuler Donner, Hutch Parker                                 | Marco Beltrami         | Ross Emery          | Michael McCusker                                      |
| X-Men: Zukunft ist Vergangenheit | Bryan Singer   | Drehbuch von: Simon Kinberg Story von: Matthew Vaughn, Jane Goldman, Simon Kinberg                                    | Lauren Shuler Donner, Simon Kinberg, Hutch Parker, Bryan Singer    | John Ottman            | Newton Thomas Sigel | John Ottman                                           |
| Deadpool                         | Tim Miller     | Rhett Reese, Paul Wernick                                                                                             | Lauren Shuler Donner, Simon Kinberg, Ryan Reynolds                 | Junkie XL              | Ken Seng            | Julian Clarke                                         |
| X-Men: Apocalypse                | Bryan Singer   | Drehbuch von: Simon Kinberg Story von: Bryan Singer, Michael Dougherty, Dan Harris, Simon Kinberg                     | Lauren Shuler Donner, Simon Kinberg, Hutch Parker, Bryan Singer    | John Ottman            | Newton Thomas Sigel | John Ottman, Michael Louis Hil                        |
| Logan – The Wolverine            | James Mangold  | Drehbuch von: Michael Green, Scott Frank, James Mangold Story von: David James Kelly, James Mangold                   | Lauren Shuler Donner, Simon Kinberg, Hutch Parker                  | Cliff Martinez         | John Mathieson      | Michael McCusker                                      |
| Deadpool 2                       | David Leitch   | Rhett Reese, Paul Wernick, Ryan Reynolds                                                                              | Simon Kinberg, Ryan Reynolds, Lauren Shuler Donner                 | Tyler Bates            | Jonathan Sela       | Dirk Westervelt, Craig Alpert, Elísabet Ronaldsdóttir |
| X-Men: Dark Phoenix              | Simon Kinberg  | Simon Kinberg | Simon Kinberg, Lauren Shuler Donner, Hutch Parker, Todd Hallowell  | Hans Zimmer            | Mauro Fiore         | Lee Smith                                             |
| The New Mutants                  | Josh Boone     | Josh Boone Kante Gwaltney                                                                                             | Simon Kinberg, Lauren Shuler Donner, Karen Rosenfelt               | Mark Snow              | Peter Deming        | Robb Sullivan                                         |

## Alternative Filmfassungen
| Kinotitel                        | Neuer Titel                                 | Änderungen                                                                      |
| -------------------------------- | ------------------------------------------- | ------------------------------------------------------------------------------- |
| X-Men Origins: Wolverine         | X-Men Origins: Wolverine (Extended Cut)     | Erweitert um 1 Minute                                                           |
| Wolverine: Weg des Kriegers      | Wolverine: Weg des Kriegers (Extended Cut)  | Erweitert um 12 Minuten                                                         |
| X-Men: Zukunft ist Vergangenheit | X-Men: Zukunft ist Vergangenheit: Rogue Cut | Erweitert um 17 Minuten, mit entferntem Handlungsstrang rund um die Figur Rogue |
| Logan – The Wolverine            | Logan Noir                                  | Film in schwarz/weiß                                                            |
| Deadpool 2                       | Deadpool 2: Super Duper $@%!#& Cut          | Erweitert um 14 Minuten                                                         |
| Deadpool 2                       | Es war einmal ein Deadpool                  | FSK-12- bzw. PG-13-Version des Films                                            |

## Rezeption

### Einspielergebnisse, Premierendaten & Kosten
| Film                             | Veröffentlichung               | Veröffentlichung               | Einspielergebnisse in US-Dollar | Einspielergebnisse in US-Dollar | Einspielergebnisse in US-Dollar | Budget in US-Dollar | Quelle |
| Film                             | USA                            | Deutschland                    | Nordamerika                     | Andere Gebiete                  | Weltweit                        | Budget in US-Dollar | Quelle |
| -------------------------------- | ------------------------------ | ------------------------------ | ------------------------------- | ------------------------------- | ------------------------------- | ------------------- | ------ |
| X-Men                            | 14. Juli 2000                  | 31. August 2000                | 157.299.717                     | 139.039.810                     | 296.339.527                     | 075 Millionen       | [ 25 ] |
| X-Men 2                          | 2. Mai 2003                    | 1. Mai 2003                    | 214.949.694                     | 192.761.855                     | 407.711.549                     | 110 Millionen       | [ 26 ] |
| X-Men: Der letzte Widerstand     | 26. Mai 2006                   | 25. Mai 2006                   | 234.362.462                     | 224.997.093                     | 459.359.555                     | 210 Millionen       | [ 27 ] |
| X-Men Origins: Wolverine         | 1. Mai 2009                    | 29. April 2009                 | 179.883.157                     | 193.179.707                     | 373.062.864                     | 150 Millionen       | [ 28 ] |
| X-Men: Erste Entscheidung        | 3. Juni 2011                   | 9. Juni 2011                   | 146.408.305                     | 207.215.819                     | 353.624.124                     | 160 Millionen       | [ 29 ] |
| Wolverine: Weg des Kriegers      | 26. Juli 2013                  | 25. Juli 2013                  | 132.556.852                     | 282.271.394                     | 414.828.246                     | 120 Millionen       | [ 30 ] |
| X-Men: Zukunft ist Vergangenheit | 23. Mai 2014                   | 22. Mai 2014                   | 233.921.534                     | 513.941.241                     | 747.862.775                     | 200 Millionen       | [ 31 ] |
| Deadpool                         | 12. Februar 2016               | 11. Februar 2016               | 363.070.709                     | 419.541.446                     | 782.612.155                     | 058 Millionen       | [ 32 ] |
| X-Men: Apocalypse                | 27. Mai 2016                   | 19. Mai 2016                   | 155.442.489                     | 388.443.405                     | 543.885.894                     | 178 Millionen       | [ 33 ] |
| Logan – The Wolverine            | 3. März 2017                   | 2. März 2017                   | 226.277.068                     | 392.744.368                     | 619.021.436                     | 097 Millionen       | [ 34 ] |
| Deadpool 2                       | 18. Mai 2018                   | 17. Mai 2018                   | 324.591.735                     | 460.455.185                     | 785.046.920                     | 110 Millionen       | [ 35 ] |
| X-Men: Dark Phoenix              | 7. Juni 2019                   | 6. Juni 2019                   | 065.845.974                     | 186.597.000                     | 252.442.974                     | 200 Millionen       | [ 36 ] |
| The New Mutants                  | 28. August 2020                | 10. September 2020             | 023.852.659                     | 025.316.935                     | 049.169.594                     | 67–80 Millionen     | [ 37 ] |
| Gesamt (Stand: 14. April 2022)   | Gesamt (Stand: 14. April 2022) | Gesamt (Stand: 14. April 2022) | 2.458.462.356                   | 3.626.037.535                   | 6.084.499.891                   | 1.735 Millionen     | [ 38 ] |

Der erste X-Men-Film verzeichnete in Nordamerika das größte Eröffnungswochenende eines Films im Monat Juli, während X-Men 2 und X-Men: Der letzte Widerstand im Monat Mai das viertgrößte Eröffnungswochenende verbuchen konnten. Für Deadpool war es der beste Start eines Films im Monat Februar und stellte gleichzeitig den besten Start für einen Film mit R-Rating dar. Die Rekorde der ersten drei X-Men-Filme wurden seitdem von anderen Filmen übertroffen. Die nächsten drei X-Men-Filme nach X-Men: Der letzte Widerstand hatten jeweils niedrigere Eröffnungswochenenden als ihre Vorgängerfilme und konnten keine Rekorde registrieren. In Nordamerika ist Deadpool der erfolgreichste Film der Reihe und markiert zudem das stärkste Startwochenende eines X-Men-Films. Außerhalb von Nordamerika hatte X-Men: Zukunft ist Vergangenheit das stärkste Startwochenende eines X-Men-Films und ist in diesem Bereich der erfolgreichste Film der Reihe. Weltweit verzeichnet Deadpool 2 bis dato das größte Einspielergebnis der X-Men-Reihe.
Die X-Men-Filmreihe ist nach dem Marvel Cinematic Universe die zweiterfolgreichste Filmreihe, die auf Charaktere von Marvel Comics basiert. In Nordamerika stellt sie mit einem Einspielergebnis von über 2,43 Milliarden US-Dollar die sechsterfolgreichste Filmreihe dar, weltweit belegt sie mit einem gesamten Einspielergebnis von über 6,03 Milliarden US-Dollar sogar den fünften Platz.
Deadpool 2 befindet sich auf Platz 114 (Stand: 19. April 2025) und Deadpool auf Platz 116 (Stand: 19. April 2025) der finanziell erfolgreichsten Filme.

### Kritiken
(Stand: 14. April 2022)
| Film                             | Rotten Tomatoes     | Metacritic       | IMDb                      |
| -------------------------------- | ------------------- | ---------------- | ------------------------- |
| X-Men                            | 82 % (174 Kritiken) | 64 (33 Kritiken) | 7,4 (601.923 Bewertungen) |
| X-Men 2                          | 85 % (247 Kritiken) | 68 (37 Kritiken) | 7,4 (538.992 Bewertungen) |
| X-Men: Der letzte Widerstand     | 57 % (238 Kritiken) | 58 (38 Kritiken) | 6,6 (506.874 Bewertungen) |
| X-Men Origins: Wolverine         | 38 % (260 Kritiken) | 40 (39 Kritiken) | 6,6 (493.911 Bewertungen) |
| X-Men: Erste Entscheidung        | 86 % (299 Kritiken) | 65 (38 Kritiken) | 7,7 (677.993 Bewertungen) |
| Wolverine: Weg des Kriegers      | 71 % (259 Kritiken) | 61 (46 Kritiken) | 6,7 (455.418 Bewertungen) |
| X-Men: Zukunft ist Vergangenheit | 90 % (331 Kritiken) | 75 (44 Kritiken) | 8,0 (695.589 Bewertungen) |
| Deadpool                         | 85 % (347 Kritiken) | 65 (49 Kritiken) | 8,0 (991.019 Bewertungen) |
| X-Men: Apocalypse                | 47 % (346 Kritiken) | 52 (48 Kritiken) | 6,9 (422.324 Bewertungen) |
| Logan – The Wolverine            | 94 % (427 Kritiken) | 77 (51 Kritiken) | 8,1 (723.766 Bewertungen) |
| Deadpool 2                       | 84 % (422 Kritiken) | 66 (51 Kritiken) | 7,7 (549.487 Bewertungen) |
| X-Men: Dark Phoenix              | 22 % (382 Kritiken) | 43 (52 Kritiken) | 5,7 (179.440 Bewertungen) |
| The New Mutants                  | 36 % (132 Kritiken) | 43 (20 Kritiken) | 5,3 (73.909 Bewertungen)  |

Der Filmkritiker Roger Ebert gab den Filmen überwiegend positive Bewertungen, kritisierte jedoch, dass insgesamt zu viele Mutanten in den Filmen auftauchen würden. Die Fähigkeiten der Mutanten seien zwar vielfältig, aber schlecht aufeinander abgestimmt. Dadurch würde sich eine ausgewogene Darstellung der verschiedenen Fähigkeiten innerhalb eines Films schwierig umsetzen lassen.
Die ersten zwei X-Men-Filme wurden für ihren zerebralen Grundton gelobt. Besonders in X-Men 2 gelinge es Regisseur Bryan Singer jeder Figur einen Charakter-definierenden Augenblick zu geben und schaffe es massive zitierbare Szenen einfließen zu lassen und inszeniere gegen Ende ein überzeugendes Finale. Das britische führende Filmfachblatt Empire kürte X-Men 2 im Jahr 2006 zur besten Comicverfilmung. Als Singer nach dem zweiten Teil die Reihe aufgrund von Terminüberschneidungen verließ, um Superman Returns drehen zu können, kritisierten viele seinen Nachfolger Brett Ratner. Colin Colvert von der Tageszeitung Star Tribune meinte beispielsweise, dass Singers Feingefühl rund ums Thema Diskriminierung gesellschaftlicher Außenseiter die ersten beiden X-Men-Filme auch für nicht Comicfans überraschend resonant machten. Singer jongliere zwischen mehreren Charakteren und habe ein besonderes Augenmerk auf einen bedächtigen und stimmigen Erzählfluss, während die Charaktere unter Ratner „flach“ und die Handlung „einfallslos“ sei. Ranter weiche vom Grundton der Vorgängerfilme ab und fokussiere sich zu sehr darauf ein „Spektakel“ abliefern zu wollen. Der Filmkritiker James Berardinelli hingegen meint, dass X-Men: Der letzte Widerstand zwar nicht so „straff“ oder „befriedigend“ sei wie X-Men 2, aber besser „konstruiert“ und „zugänglicher“ sei als der erste X-Men-Film aus dem Jahr 2000. Singers dritte X-Men-inszenierung, X-Men: Zukunft ist Vergangenheit, wurde von Kritikern hochgelobt. Alonso Duralde von TheWrap merkte an, dass Singer die Garantie dafür sei, dass die X-Men-Filme dem aktuellen Hype um Comicverfilmungen folgen könne, ohne die Filme nach dem Schema F inszenieren zu müssen.
Richard George von IGN lobte die Darstellungen von Wolverine, Professor X, Magneto, Jean Grey, Storm, William Stryker, Mystique, Beast und Nightcrawler, kritisierte jedoch die große Besetzung und die daraus resultierende begrenzte Screentime für jüngere Charaktere wie Rogue, Iceman, Pyro und Kitty Pryde, die „adjektivlose Teenager“ seien und zeigte sich zudem von Cyclops' Charakterisierung enttäuscht. Sam Raimi sagte er sei ein Fan der Reihe und hob vor allem die Singer-Filme hervor.

### Auswirkungen auf Comic-Genre
Kritiker beurteilen den Erfolg des ersten X-Men Films als Modernisierung des Genre der Comicverfilmungen. So meint Richard George von IGN, dass X-Men den in darauffolgenden Jahren erschienenen Comicverfilmungen wie Spider-Man, Fantastic Four, V wie Vendetta und Superman Returns den Weg ebnete. Chris Hewitt vom Empire Magazin sieht in X-Men einen Katalysator für Filme, die auf Charakteren von Marvel Comics basieren: „Singer's 2000er Film ist der Katalysator für alles was danach kam, ganz gleich ob gut oder schlecht. Ohne ihn würde es heute die Marvel Studios nicht geben“ („Singer’s 2000 movie is the catalyst for everything that’s come since, good and bad. Without it, there’s no Marvel Studios“). Comicautor Mark Millar erklärte, dass der erste X-Men Film das Superhelden-Kino „revolutioniert“ habe.

## Kontinuität der X-Men-Filme
- Im Film X-Men wird erwähnt, dass Wolverines eigentliche Mutation die enormen Selbstheilungskräfte sind und seine Klauen nachträglich implantiert wurden. In X-Men Origins: Wolverine verfolgt man den Ansatz, dass er bereits Knochen-Klauen vor dem Adamantium-Eingriff hatte.
- In X-Men Origins: Wolverine besteht eine emotionale Verbindung zwischen Wolverine und Sabretooth: es sind Halbbrüder. Im ersten X-Men-Film spiegelt Sabretooth einen völlig anderen Charakter wider, wobei er andere Fähigkeiten und eine andere Beziehung zu Wolverine hat.
- Wolverine erfährt im Film X-Men von Professor X, dass dieser zusammen mit Magneto den Cerebro, der sich in der Schule befindet, gebaut hat. In X-Men: Erste Entscheidung baut Hank McCoy den Cerebro, noch bevor er Magneto und Professor X kennenlernt.
- In X-Men 2 ist in einem Fernsehbericht Dr. Hank McCoy zu sehen. Obwohl der Film zeitlich viele Jahre nach den Ereignissen aus X-Men: Erste Entscheidung spielt, ist in dieser Version der junge McCoy noch nicht durch einen fehlgeschlagenen Selbstversuch in das Beast verwandelt worden. In X-Men: Zukunft ist Vergangenheit wird dies jedoch mit einem von McCoy entwickelten, temporär mutationsunterdrückenden Serum erklärt.
- Professor X erzählt im Film X-Men, dass er und Magneto sich mit 17 Jahren kennenlernten. Beim ersten Treffen der beiden Figuren in X-Men: Erste Entscheidung sind diese jedoch schon wesentlich älter.
- In X-Men: Der letzte Widerstand wird in einer Rückblende gezeigt, wie Professor X und Magneto zur jungen Jean Grey gingen. Professor X saß damals noch nicht im Rollstuhl, obwohl X-Men: Erste Entscheidung, an dessen Ende Professor X gelähmt wird, zeitlich davor angesiedelt ist. Weiterhin trennen sich am Ende von X-Men: Erste Entscheidung die Wege von Magneto und Professor X, sodass sie kaum als gemeinsame Freunde zu Jean Grey gehen würden.
- Ebenso kann Professor X am Ende von X-Men Origins: Wolverine noch laufen.
- In den ersten drei X-Men-Teilen hat Mystique eine verzerrte Stimme, wenn sie in ihrer wahren Gestalt zu sehen ist. In X-Men: Erste Entscheidung und den folgenden Filmen spricht sie jedoch mit einer normalen, menschlichen Stimme.
- Moira ist in X-Men: Erste Entscheidung eine etwa 30-jährige Frau. Im Epilog von X-Men: Der letzte Widerstand, der ca. 40–50 Jahre später spielt, hat Moira erneut einen kurzen Auftritt, ist dabei allerdings immer noch eine etwa 30- bis 40-jährige Frau.
- Emma Frost wird in X-Men Origins: Wolverine von Col. William Stryker gefangen gehalten und dabei deutlich jünger als in X-Men: Erste Entscheidung dargestellt, obwohl X-Men Origins: Wolverine im Jahr 1979 zum Zeitpunkt des Three Mile Island Reaktorunfalls und damit 17 Jahre später als X-Men: Erste Entscheidung spielt. Auch ihre Fähigkeiten werden in X-Men Origins: Wolverine deutlich anders dargestellt.
- In X-Men: Der letzte Widerstand verliert Magneto seine Mutantenkräfte. Kurz vor Schluss ist dennoch zu sehen, wie es ihm gelingt, eine metallische Schachfigur leicht zu bewegen. Auf die Wiederkehr seiner Kräfte wird in X-Men: Zukunft ist Vergangenheit nicht eingegangen.
- In X-Men: Der letzte Widerstand wird Professor X von Jean Grey getötet. In der Post-Credit-Szene ist daraufhin zu sehen, wie dessen Zwillingsbruder aus dem Koma erwacht. In Wolverine: Weg des Kriegers sieht man in der Post-Credit-Szene, wie Wolverine am Flughafen von Professor X empfangen wird und dies verwundert kommentiert. In X-Men: Zukunft ist Vergangenheit wird auf die Rückkehr von Professor X nicht weiter eingegangen.
- In Wolverine: Weg des Kriegers werden Wolverine seine Adamantiumklauen abgetrennt und seine knöchernen (siehe X-Men Origins: Wolverine) wachsen nach. In X-Men: Zukunft ist Vergangenheit, der nach Wolverine: Weg des Kriegers spielt, hat er seine Metallklauen jedoch wieder.
- Die Hintergrundgeschichte von Deadpool unterscheidet sich im gleichnamigen Film erheblich von der in X-Men Origins: Wolverine. In der Post-Credit-Szene von Deadpool 2 wird auf diesen Fehler eingegangen, wobei Deadpool durch die Zeit reist und seine Version aus X-Men Origins: Wolverine tötet, um so die Zeitlinien wieder in Ordnung zu bringen.

## Andere Medien

### Bücher
Im Juni 2000 veröffentlichte Marvel Comics ein Comic-Prequel zum ersten Film mit dem Titel X-Men: Beginnings, in der die Vorgeschichten von Magneto, Rogue und Wolverine thematisiert werden. Im Jahr 2003 veröffentlichte Marvel ein Comic-Buch anlässlich des Kinostart von X-Men 2. Dabei handelt es sich ebenfalls um ein Prequel. Darin wird Nightcrawler's Vorgeschichte detailliert beleuchtet sowie Wolverine's Suche nach dem Alkali Lake. Der Verlag Del Rey Books veröffentlichte zudem zu den ersten drei Filmen jeweils eine Romanfassung. Die letzten zwei wurden von Chris Claremont geschrieben.

### Videospiele
Im Juli 2000 erschien das Videospiel X-Men: Mutant Academy für PlayStation und Game Boy Color. Es enthält die Kostüme sowie ein Making-of aus dem ersten X-Men Film. Im April 2003 erschien X2: Wolverine's Revenge für Nintendo GameCube, Game Boy Advance, Microsoft Windows, PlayStation 2 und Xbox. Im Spiel lieh Patrick Stewart dem Charakter Professor X seine Stimme. Im Mai 2006 wurde schließlich X-Men: The Official Game für die Konsolen Nintendo GameCube, Game Boy Advance, Nintendo DS, PlayStation 2, Xbox und Xbox 360 veröffentlicht. Die Handlung des Spiels ist zwischen dem ersten X-Men Film und seiner Fortsetzung X-Men 2 angesiedelt. Darin wird unter anderem Nightcrawler's fehlen in X-Men: Der letzte Widerstand begründet. Im Mai 2009 erschien das Videospiel X-Men Origins: Wolverine zum gleichnamigen Film. Veröffentlicht wurde es für Microsoft Windows, Nintendo DS, PlayStation 2, PlayStation 3, PlayStation Portable, Wii sowie Xbox 360. Im September 2011 erschien X-Men: Destiny zusammen mit der Heimveröffentlichung von X-Men: Erste Entscheidung auf mehreren Konsolen. Das Spiel enthält als freischaltbare Inhalte die Kostüme des Films. Alle Videospiele wurden über Activision vertrieben.

### Fernsehserien
Im Oktober 2015 wurde von Marvel Television bekanntgegeben, dass derzeit zwei Fernsehserien mit dem Titel Legion und Hellfire in Entwicklung seien und auf den Charakteren der X-Men basieren. FX Network bestellte kurz darauf für Legion einen Pilotfilm und heuerte Noah Hawley für das Drehbuch an. Als Hauptdarsteller wurde Dan Stevens erfolgreich gecastet. Die Serie soll im Februar 2017 auf FX Network ausgestrahlt werden, im selben Monat auch weltweit in 125 Ländern sowie acht Folgen in einer Staffel umfassen. Als ausführende Produzenten fungieren unter anderem Lauren Shuler Donner, Simon Kinberg und Bryan Singer. Singer sagte, dass die Serie auf zukünftige X-Men-Filme aufbauen solle. Hellfire sollte ursprünglich durch Fox Broadcasting Company entwickelt und von 20th Century Fox Television und Marvel Television produziert sowie von Evan Katz und Manny Coto geschrieben werden. Doch als Katz und Coto im Januar 2016 das Projekt verließen, um sich mehr auf die Arbeiten an 24: Legacy konzentrieren zu können, wurde die Entwicklung der Serie im Juli 2016 eingestellt. Stattdessen wurde am selben Tag bekanntgegeben, dass man mit The Gifted X-Men-Serie entwickeln wolle, die von einem Elternpaar handelt, das mit ihren Mutanten-Kindern im Untergrund vor der Regierung flüchtet.

## Heimveröffentlichung
20th Century Fox Home Entertainment veröffentlichte die ersten neun Filme auf DVD, Blu-ray und als Download. Die ersten zwei Filme wurden auch auf VHS angeboten, während X-Men: Erste Entscheidung, X-Men: Zukunft ist Vergangenheit und Deadpool in 4K erschienen. Als erster Film der Reihe wurde X-Men: Apocalypse zeitgleich zum DVD- und Blu-ray-Start auch als Ultra HD Blu-ray veröffentlicht. Zudem wurden mehrere Boxsets veröffentlicht, wie beispielsweise die X-Men: The Cerebro Collection aus dem Jahr 2014, die alle X-Men Filme umfasste.
Bis Mai 2014 spielten die DVDs und Blu-rays zu den ersten sechs Filmen allein in den Vereinigten Staaten rund 620 Millionen US-Dollar ein.
| Titel                                       | Format       | Veröffentlichungsdatum | Filme | Ref.    |
| ------------------------------------------- | ------------ | ---------------------- | --- | ------- |
| X-Men Double Pack                           | VHS          | 10. November 2003      | X-Men, X-Men 2 | [ 117 ] |
| X-Men Collection                            | DVD          | 25. November 2003      | X-Men 1,5, X-Men 2 | [ 118 ] |
| X-Men Trilogie                              | DVD          | 3. Oktober 2006        | X-Men, X-Men 2, X-Men: Der letzte Widerstand | [ 119 ] |
| The Ultimate Heroes Collection              | DVD          | 16. Oktober 2007       | Daredevil, Elektra, Fantastic Four: Rise of the Silver Surfer, X-Men                                                                                             | [ 120 ] |
| Marvel Heroes                               | DVD          | 13. Mai 2008           | Daredevil, Elektra, Fantastic Four, Fantastic Four: Rise of the Silver Surfer, X-Men, X-Men 2, X-Men: Der letzte Widerstand                                      | [ 121 ] |
| X-Men Trilogie                              | Blu-ray      | 29. April 2009         | X-Men, X-Men 2, X-Men: Der letzte Widerstand | [ 122 ] |
| X-Men Tetralogie                            | DVD, Blu-ray | 19. Oktober 2009       | X-Men, X-Men 2, X-Men: Der letzte Widerstand, X-Men Origins: Wolverine                                                                                           | [ 123 ] |
| X-Men: The Ultimate Collection              | DVD, Blu-ray | 31. Oktober 2011       | X-Men, X-Men 2, X-Men: Der letzte Widerstand, X-Men Origins: Wolverine, X-Men: Erste Entscheidung                                                                | [ 124 ] |
| X-Men und Wolverine – Adamantium Collection | DVD, Blu-ray | 3. Dezember 2013       | X-Men, X-Men 2, X-Men: Der letzte Widerstand, X-Men Origins: Wolverine, X-Men: Erste Entscheidung, Wolverine: Weg des Kriegers                                   | [ 125 ] |
| X-Men: The Adamantium Collection            | DVD, Blu-ray | 3. Dezember 2013       | X-Men, X-Men 2, X-Men: Der letzte Widerstand, X-Men Origins: Wolverine, X-Men: Erste Entscheidung, Wolverine: Weg des Kriegers                                   | [ 126 ] |
| X-Men: Experience Collection                | Blu-ray      | 6. Mai 2014            | X-Men, X-Men 2, X-Men: Der letzte Widerstand, X-Men: Erste Entscheidung                                                                                          | [ 127 ] |
| Wolverine Double Feature                    | Blu-ray      | 7. Oktober 2014        | X-Men Origins: Wolverine, Wolverine: Weg des Kriegers | [ 128 ] |
| X-Men: The Cerebro Collection               | Blu-ray      | 10. November 2014      | X-Men, X-Men 2, X-Men: Der letzte Widerstand, X-Men Origins: Wolverine, X-Men: Erste Entscheidung, Wolverine: Weg des Kriegers, X-Men: Zukunft ist Vergangenheit | [ 129 ] |
| X-Men: 2-Film Collection                    | Blu-ray      | 19. April 2016         | X-Men: Erste Entscheidung, X-Men: Zukunft ist Vergangenheit | [ 130 ] |
| X-Men: Beginnings Trilogie                  | Blu-ray      | 4. Oktober 2016        | X-Men: Erste Entscheidung, X-Men: Zukunft ist Vergangenheit, X-Men: Apocalypse                                                                                   | [ 131 ] |